# Венецианска школа
Венецианската школа е сред главните италиански живописни школи. Най-голямо развитие получава през 15 – 16 век.
За нея са характерни преобладаващите живописни начала, ярките колоритни решения, дълбокото владеене на пластичните изразни възможности на маслената живопис.

## Влияние
Венецианската живопис на 15 век се намира под влияние на две култури – византийската и нидерландската. Одухотвореното величие на византийските иконни образи и педантично подробния натурализъм на северната школа стават основа за оформянето на творчеството на художниците.

## Треченто
През 14 век венецианските художници се влияят все повече от начина на рисуване на Стария континент и по-специално от художествено развитие в Северна Европа и нейната готическа среда и модерност. Първата и най-известна творба на Венеция от 14 век е на Паоло Венециано. Той дава много иновативна интерпретация на венецианската живопис и развива свой собствен език и личен баланс между византийския свят и новите теми на готиката, с обновени неовизантийски нюанси в творчеството си.
Най-ярките представители на 1300-те години са:
- Паоло Венециано (ок. 1300 – ок. 1365)
- Лоренцо Венециано (док. 1356 - 1372)
- Стефано Венециано (Стефано ди Сант Аниезе) - работи 1369 – 1386 г.
- Донато Венециано (ок. 1400 – 30 окт. 1473)
- Катарино Венециано или Катерино Венециано – работи през втората половина на 14 век
- Николò Семитеколо, нар. Николето (док. 1353 - 1370)
- Якобело Албереньо (? – пр. 14 юли 1397) – работи в края на 14 век
- Николо ди Пиетро или Николо Парадизо (док. 1394 - 1430)

- Паоло Венециано, Мадоната с Младенеца (1354), Лувър, Париж
- Лоренцо Венециано, Мадоната с Младенеца (1371), Музей за изкуство, Бирмингам.
- Катарино Венециано, Мадоната с Младенеца (1375 – 1400), Худ. музеи на Алънтаун, Пенсилвания
- Донато и Катарино Венециано, Коронясването на Мария (1372), Галерия Куерини Стампалия, Венеция.
- Николо Семитеколо, Мадоната на смирението (ок. 1350), ГМИИ Пушкин, Москва

## Художници от 15 век:Куатроченто
В началото на 15 век венецианското изкуство е повлияно от по-ранни стилове, произтичащи от неговите византийски влияния, както се забелязва при работата на фамилия Виварини. В ранните творби на основоположника на фамилията Антонио Виварини се наблюдава влиянието на учителската школа на Андреа Мурано и Джентиле да Фабриано, които са представители на международната готика. Антонио Виварини полага началото на династия от художници, включваща по-младия му брат Бартоломео Виварини и племенника на последния Алвизе Виварини. Сред неговите ученици са братята Карло и Виторио Кривели.
От края на 15 век венецианската живопис се развива чрез връзките с Андреа Мантеня (1431 – 1506) от близкия град Падуа и чрез посещението на Антонело да Месина (ок. 1430 – 1479), който представя техниката на маслената живопис, възприета от ранната холандска живопис, вероятно придобита при обучението му в Неапол. Друг външен фактор е посещението на Леонардо да Винчи, който е с особено влияние върху Джорджоне.
По време на дългата си кариера Джовани Белини има заслугата за създаването на венецианския стил. От ранните му творби като Мадона (1487), която до голяма степен отразява линейния подход на Мантеня, той по-късно разработва по-мек стил, където ярките цветове се използват за представяне на формата и за показване на атмосфера и сенки.
Най-ярките представители на школата са:
- Якобело дел Фьоре (ок. 1370, Венеция - 1439, пак там)
- Микеле Джамбоно (ок. 1400, Венеция – ок. 1462)
- Дзанино ди Пиетро, псевдоним на Джовани Шарлие, известен и като Джовани ди Франча (пр. 1380 – пр. 1443, Венеция)
- Антонело да Месина, псевдоним на Антонело ди Джовани де Антонио (1420/1430, Месина – февруари 1479, пак там) е главният сицилиански художник на 15 век;
- Якопо Белини (1396? – 1470?), баща на други двама известни художници: Джентиле и Джовани Белини
- Джентиле Белини (ок. 1429, Венеция – 23 февруари 1507, пак там)
- Джовани Белини (1427 или 1430, Венеция – 26 ноември 1516, пак там), един от най-известните ренесансови художници
- Антонио Виварини, нар. Антонио да Мурано (ок. 1418, Милано – 1476/1484, Венеция)
- Бартоломео Виварини (ок. 1430, Венеция – сл. 1491)
- Алвизе Виварини (1442/1453, Венеция – 1503/1505, пак там)
- Джакомето Венециано, работи 1472 – 1497
- Карло Кривели (ок. 1430, Венеция – ок. 1495, Асколи Пичено), по-голям брат на Виторе Кривели
- Виторе Кривели (ок. 1440, Венеция – 1501/1502, Фермо)
- Ладзаро Бастиани (1429, Падуа – 5 април 1512)
- Виторе Карпачо, нар. също Виторио (ок. 1465, Венеция – 1525/1526, Каподистрия)
- Чима да Конеляно, псевдоним на Джовани Батиста Чима (1459/1460, Конеляно – 1517/1518, пак там), сред най-големите представители на школата
- Франческо ди Симоне да Сантакроче (пр. 1475, Сан Пелегрино Терме – пр. 4 ноември 1509, Венеция)

### Венециански портрет през 15 век
Огромно влияние върху венецианската живопис оказва Антонело да Месина. Той попада във Венеция в средата на 1470-те г. и намира там още ненапълно оформила се живописна школа: тя едва се формира от различни стилистически тенденции и направления. Той значително ускорява процеса това оформяне: като художник, съчетаващ изтънчеността на нидерландците с пластичността и монументалността на Пиеро дела Франческа. Антонело им дава пример, какъвто не са могли да дадат Андреа Мантеня и местните художници.
Към момента на пристигането на Антонело във Венеция там вече съществува традиция на портрета, която заради географската обособеност на града е специфична. В изкуството на Венеция се преплитат въздействието от византийската художествена култура, източни елементи, готическата култура на Севера със закъснялото включване в ренесансовото движение. Благодарение на разширението на територията на Венецианската република през 15 век тя подчинява част от Ломбардия и разширява културните и художествени връзки с Падуа и с други центрове на Северна Италия.
От 2-рата пол. на 15 век започва подем на венецианската живопис. Най-добрите художници на Венеция получават регулярно заплащане и се считат на служба при републиката.
Първият портретист на Венеция на основание ред данни може да се счита Якопо Белини. Споменават се негови несъхранени профилни портрети на Леонело д’Есте, Джентиле да Фабриано – баща на философа Леонико Томео. Представа за портрета на Д’Есте дава неговата Мадона д’Есте, където Леонело е изобразен в качеството си на дарител.
Белини посещава Флоренция. Там изучава младото ренесансово изкуство и оставя на своите синове Джентиле и Джовани Белини „книги с рисунки“, които по-късно служат за учебно пособие за тях и за други венецианци.

### Братя Джентиле и Джовани Белини
През втората половина на 15 век във Венеция вече се налага обичай да се рисуват кавалетни портрети на дожовете. Едно от проявленията на култа към дожа е обичаят да се поставя негов портрет в парадните зали на Двореца на дожите.
- Ладзаро Бастиани (Джентиле Белини?), „Дож Франческо Фоскари“ (1457–1460 или 1470-те), Музей „Корер“, Венеция
- Джентиле Белини, Дож „Джовани Мочениго“ (1478-1479), Музей „Корер“, Венеция
- Копие по Джентиле Белини, „Дож Николо Марчело“ (сл. 1474), Национална галерия, Лондон

Този портрет има определени политически функции и може да бъде наречен „държавен портрет“ (неговата задача е да съхрани облика на управителя) и зад тази мемориално-репрезентативна функция произтича художествената специфика на този портрет. 
Ярък образец на този венециански портретен жанр става творчеството на Джентиле Белини. Той е син и ученик на Якопо Белини, ползва се с голям успех във Венеция и става след смъртта на баща си официален живописец на републиката. Ранният стил на неговите портрети е близък до този на баща му. Тази представа дават портретите на дарителите в Мадоната от Берлин.
Първата датирана работа на Джентиле е Св. Лоренцо Джустиниани (1465). Затова че е особено ценен като портретист свидетелства неговото пътешествие до Константинопол, където е изпратен от венецианското правителство през 1497 г. по молба на турския султан Мехмед II. В Константинопол той създава лошо съхранения портрет на султана, в който прави крачка напред към новия стил, изобразявайки го не в профил, а едва обърнат. Това обръщане впрочем още не е достатъчно обиграно пластически, а линията на лицето е почти профилна.
- Джентиле Белини, Портрет на дож Джовани Мочениго, Колекция „Фрик“, Ню Йорк
- Дж. Белини, Блаженият Лоренцо Джустиниани (1465), Галерия на Академията, Венеция
- Дж. Белини, Катерина Корнаро (ок. 1500), Музей за изящни изкуства (Будапеща)
- Дж. Белини, Портрет на мъж (15 век)

Джовани Белини е по-надарен от неговия консервативен брат Джентиле и рано се сближава с Андреа Мантеня. Вече стар, той охотно приема достиженията на своите ученици Джорджоне и Тициан. Той е много възприемчив, затова неговият стил претърпява огромна еволюция като композиция и маниер, като се променя под въздействие на новите идеи на времето.
- Джовани Белини, Йорг Фугер (1474), Музей „Нортън Саймън“, Пасадена, Калифорния
- Дж. Белини, Портрет на момче (ок. 1475), Худ. институт „Барбър“, Бирмингам
- Дж. Белини, Автопортрет (ок. 1500), Капитолийски музеи, Рим
- Дж. Белини, Портрет на мъж (1490 - 1510), Уфици, Флоренция

## Художници от Високия и Късния ренесанс
- Тицианo Вечелио, известен като Тициан (1488/1890, Пиеве ди Кадоре – 6 септември 1576, Венеция) е един от най-известните художници от Венецианската школа през Късния Ренесанс;
- Джорджоне (ок. 1478, Кастелфранко Венето – 17 септември 1510, Венеция) е първият венециански художник, рисувал и принадлежащ към стила на Зрелия Ренесанс;
- Якопо Палма ил Векио, псевдоним на Якопо Негрети де Лавале (1480?, Серина – юли 1528, Венеция);
- Лоренцо Лото (1480, Венеция – 1556/57, Лорето) е сред основните представители на венецианския ренесанс от нач. на 16  век, въпреки че неговата оригинална и неконформистка природа скоро го довежда до нещо като маргинализация в контекста на Венеция, доминиран от Тициан;
- Себастиано дел Пиомбо, също Себастиано Лучани (1485, Венеция – 21 юни 1547, Рим);
- Якопо Басано (ок 1515, Басано дел Грапа – 13 февруари 1592, пак там);
- Тинторето, псевдоним на Якопи Робусти или Якопо Комин (септември или октомври 1518, Венеция – 31 май 1594, пак там) е един от най-големите представители на венецианската живопис и на маниеристкото изкуство като цяло;
- Паоло Веронезе, псевдоним на Паоло Калиари (1528, Верона – 19 април 1588, Венеция) е известен по-специално със своите широкоформатни картини с религиозни и митологични сюжети,.

- Тициан, Мадоната с Младенеца (1510), Музей на изкуствата „Метрополитън“, Ню Йорк
- Джорджоне, Юдит (1505), Ермитаж, Санкт Петербург
- Якопо Басано, Портрет на францискански монах (ок. 1540 – 1542), Худ. музей „Кимбъл“, Форт Уърт, Тексас
- Тинторето, Даная (ок. 1570), Худ. музей, Лион
- Паоло Веронезе, Фреска на тавана на зала „Олимп“ (1560 - 61) на Вила Барбаро, Мазер